# Kipséli (del av en befolkad plats)
Kipséli (Kypseli) är en del av en befolkad plats i Grekland.   Den ligger i prefekturen Nomarchía Athínas och regionen Attika, i den sydöstra delen av landet, i huvudstaden Aten. Kipséli ligger 127 meter över havet och antalet invånare är 2 096.
Terrängen runt Kipséli är kuperad söderut, men norrut är den platt. Terrängen runt Kipséli sluttar västerut. Runt Kipséli är det mycket tätbefolkat, med 6 472 invånare per kvadratkilometer. Närmaste större samhälle är Aten, 3,2 km sydväst om Kipséli. Runt Kipséli är det i huvudsak tätbebyggt.